# Petrobium
Petrobium es un género monotípico de plantas fanerógamas perteneciente a la familia de las asteráceas. Su única especie Petrobium arboreum es originaria de Santa Helena en el Atlántico Sur.

## Distribución
Se encuentra en la espesura de los bosques entre helechos en la cima de la cordillera central de Isla Santa Elena. Las plantas tiene una sexualidad vegetal femenina o hermafrodita.

## Taxonomía
Dicranocarpus parviflorus fue descrita por (J.R.Forst. & G.Forst.) R.Br. ex Spreng.    y publicado en Systema Vegetabilium, editio decima sexta 3: 445. 1826.
Sinonimia
- Drimyphyllum helenianum Burch. ex DC.